# Apalocnemis philippii
Apalocnemis philippii är en tvåvingeart som beskrevs av Smith 1962. Apalocnemis philippii ingår i släktet Apalocnemis och familjen Brachystomatidae. Inga underarter finns listade i Catalogue of Life.